# ولوشا (فلوریدا)
ولوشا (به انگلیسی: Volusia) یک منطقهٔ مسکونی در ایالات متحده آمریکا است که در شهرستان ولوسیا، فلوریدا واقع شده‌است. ولوشا ۵۹۶ نفر جمعیت دارد و ۵ متر بالاتر از سطح دریا واقع شده‌است.